# Руссеггер, Йозеф фон
Йозеф фон Руссеггер (нем. Joseph Ritter von Russegger, 18 октября 1802, Зальцбург — 20 июня 1863, Шемниц) — австрийский путешественник и геолог.
Изучал горное дело. В 1835 году был приглашён вице-королём Египта для геогностических исследований страны; в 1836—1838 годах путешествовал с этой целью по Египту, Нубии, Сирии и Палестине, о чём оставил подробный отчёт «Путешествия по Европе, Азии и Африке» (нем. Reisen in Europa, Asien und Afrika; Штутгарт, 1841—1850, в 7 выпусках). В 1843—1850 гг. заведовал соляными копями в Гросс-Зальце. С 1850 года был директором горной и лесной академии в Шемнице.
В 1853 году Йозеф фон Руссеггер был возведён в рыцарское достоинство.

## Труды
- «Der Aufbereitungsprocess gold- und silberhaltiger Pocherze» (Штутгарт, 1841)[2],